# When Africa Meets You
Pour plus de détails, voir Fiche technique et Distribution.
When Africa Meets You est un film chinois réalisé par Yan Cui, sorti en 2018.
Comédie mêlant aventure et romance, sur fond d'intrigue de braconnage et de chasse au diamant, le film est le premier film chinois entièrement tourné en Afrique, et le résultat d'une coopération entre la Chine et le Zimbabwe.
Le film tient place dans la capitale Harare, ainsi qu'aux chutes Victoria, et dans le parc national du Hwange. Son casting est composé d'acteurs chinois, Zimbabwéens, ainsi que d'un acteur français. L'équipe technique est elle aussi internationale et composée de Chinois, Zimbabwéens et Américains.
Il est présenté pour la première fois lors de la deuxième édition du Festival International du Film Sino-Africain, au Cap, en Afrique du Sud.
Le film est nommé pour le China Movie Channel Media Award  au Shanghai International Film Festival, en 2019, ainsi que pour le Golden Angel Award au Chinese American Film Festival (C.A.F.F.), également en 2019. Il remporte le prix du Meilleur Film International au  Youth Film Festival de Shenzhen, en 2019.
Il s'agit également de la première apparition au cinéma dans un rôle principal de l'acteur français Anthony Gavard, incarnant Captain Africa, le voleur de diamant irascible et gaffeur.

## Synopsis
Une jeune fille chinoise, Yang Yue, habituée au luxe et la vie urbaine, se rend en Afrique, au Zimbabwe, pour être au chevet de son père très malade qu'elle n'a pas vue depuis longtemps. Elle découvre que ce n'était qu'un stratagème pour qu'elle accepte de venir le voir en Afrique. Elle cède à son insistance de découvrir les environs accompagnée d'un guide travaillant pour son père, Feng Ke Cheng. Son père finançant la lutte contre le braconnage, elle est kidnappée par des braconniers pour forcer la main de son père, et abandonner la lutte.
Parallèlement, un inestimable diamant rose est volé à une exposition. Captain Africa, auteur du vol avec l'aide de ses acolytes est cependant rapidement démasqué par le service de sécurité du propriétaire. Malheureusement, il ne peut restituer le diamant, celui-ci ayant malencontreusement fini dans le sac de Yang Yue à la suite d'un quiproquo. On laisse à Captain Africa deux jours pour le retrouver, sous peine d'être exécuté.
De son côté, Yang Yue, aidée de son guide local Dominique, a réussi à s'échapper. S'engage alors une course poursuite pour retrouver Yang yue, entre les braconniers, son père, et Captain Africa.

## Fiche technique
- Titre original : When Africa Meets You
- Réalisation : Yan Cui
- Scénario : Limin Lu, Qi Ye
- Musique : Kenny Wood
- Photographie : Kirk Douglas
- Productrices : Wendy Wan, Wei Chen, Yan Cui
- Société de production : Bigwill Culture
- Pays d'origine : Chine
- Langue originale : Anglais, Chinois
- Genre : comédie, aventure, romance
- Durée : 88 minutes
- Date de sortie : 12 Octobre 2018

## Distribution
- Yue Yang: Yue Yang, jeune fille urbaine chinoise
- Ziquan Wang : Ke Cheng Fang, lutte contre les braconniers
- Anthony Gavard : Captain Africa, truand local amateur de diamant
- Dwain Worrell : Dominique, guide local
- Yihao Mao : Nini, l'assistant de Yue Yang
- Li Qun He : Wang Wang, voyageur muet, pris dans la tourmente
- Faraï Chigudu : Faraï, sbire de Captain Africa
- Zhi Zi Zhang Yang : Lin Cong
- Ming Yang : Latte
- K.K. Wang : Mr Yang
- Hattmut : Mr Robert
- Kirk Douglas : Chris
- Wendy Wan : Directrice de l'école
- Xue Gong Zhou : Mr Zhou